# О’Шонесси, Уильям
Уильям Брук О'Шонесси (англ. William Brooke O’Shaughnessy, октябрь 1808—январь 1889) — ирландский хирург и химик, доктор медицины, член Лондонского королевского общества, известный в связи со своими работами в области фармакологии и изобретениями в области телеграфии.
Родился в Ирландии, обучался судебной токсикологии и химии в Шотландии, закончив в 1829 году медицинский колледж при Эдинбургском университете. На основе его исследований крови зараженных холерой доктор Томас Латта Лейтский (англ. Thomas Latta of Leith) предложил использовать внутривенное вливание при лечении холеры.
С 1833 г. имел медицинскую практику в Индии, впоследствии стал профессором Калькуттского университета. С середины 1830-х гг. исследовал свойства спиртовой настойки конопли — сначала на собаках, затем на добровольцах. В труде, опубликованном в 1839 году, О'Шонесси отмечал, что настойка зарекомендовала себя как эффективное обезболивающее средство. Профессора весьма впечатлила и её способность к расслаблению мышц, благодаря которой он назвал коноплю «наиценнейшим противосудорожным средством».
В 1842 году О'Шонесси вернулся в Англию привезя с собой значительное количество конопли. Новое лекарственное средство быстро завоевало популярность у британских медиков и фармакологов. В 1842 году была написана книга «Бенгальская фармакопея», подробно описывающая медицинское применение препаратов конопли индийской. Однако сам О'Шонесси после публикации «Бенгальской фармакопеи» оставил медицину и занялся распространением в Индии электрического телеграфа. За успехи в этой работе он был произведен королевой Викторией в рыцарское звание (1856) и получил пожизненную пенсию.